# AGS JH25
Chronologie des modèles (1990-1991)
AGS JH24 AGS JH27
L'AGS JH25 est la monoplace de Formule 1 engagée par l'écurie française AGS dans le cadre du championnat du monde de Formule 1 1990. Une version B est engagée pour les douze premières manches du championnat du monde de Formule 1 1991. En 1990, elle est pilotée par l'Italien Gabriele Tarquini et le Français Yannick Dalmas. La saison suivante, Tarquini est épaulé par le Suédois Stefan Johansson pour les deux premiers Grands Prix du championnat, puis par l'Italien Fabrizio Barbazza.

## Historique

### Saison 1990
L'AGS JH25 est alignée lors du Grand Prix de Saint-Marin 1990, troisième manche du championnat et première épreuve de la tournée européenne. Elle se distingue par une suspension avant à un seul combiné transversal et flottant, et qui n'est pas relié au châssis, à l'instar de la Tyrrell 019. Peu avant cette épreuve, Yannick Dalmas se fracture le poignet gauche à la suite d'un accident sur l'Autodromo Enzo e Dino Ferrari où il effectuait des essais privés. Ainsi, seul Gabriele Tarquini étrenne la JH25 à Saint-Marin, mais lors des préqualifications, la canalisation d'essence se rompt, l’empêchant de boucler le moindre tour.
S'ensuivent trois doubles non-préqualifications consécutives : à Grand Prix de Monaco 1990, Tarquini est victime d'une rupture de suspension et Dalmas tape le rail. Au Canada, la JH25 souffre de problèmes électroniques. Ces résultats poussent Hugues de Chaunac, le directeur sportif d'AGS, à démissionner en juin 1990, considérant que Cyril de Rouvre, le propriétaire de l'écurie, n'a pas suffisamment investi dans le développement de la structure française, malgré l'engagement de soixante employés. Au Grand Prix du Mexique, aucune AGS ne se préqualifie.
Au Grand Prix de France, Dalmas arrache sa qualification en réalisant le vingt-sixième et dernier temps qualificatif, tandis que Tarquini n'effectue que le vingt-huitième temps de la séance. En course, le Français termine dix-septième, à cinq tours du pilote Williams Nigel Mansell. En Grande-Bretagne, Dalmas échoue en préqualifications, et Tarquini, qualifié en vingt-sixième position, abandonne aux deux tiers de l'épreuve à la suite de la casse de son moteur Ford-Cosworth,. En Allemagne, l'AGS est dotée d'une nouvelle boîte de vitesses transversale conçue en interne, mais ni Tarquini, ni Dalmas ne se qualifient pour la course.
En Hongrie, Dalmas manque sa qualification, alors que son équipier, élancé depuis la vingt-quatrième place, termine treizième de l'épreuve, à trois tours de la Williams de Thierry Boutsen,. En Belgique, les AGS passent l'écueil des préqualifications, mais ne parviennent pas à se qualifier pour la course. En Italie, la JH25 est dotée d'un extracteur et d'un nouvel aileron avant, permettant à Dalmas de se qualifier en vingt-quatrième position. En course, Dalmas s'arrête aux stands dès le sixième tour pour faire réparer le palier de timonerie de sa commande de boîte de vitesses. Il repart après cinq minutes d'arrêt et, trop attardé, n'est pas classé, bien qu'il ait terminé la course.
Au Portugal, Dalmas, qualifié en vingt-quatrième place, abandonne dès le troisième tour à cause de la casse de son demi-arbre de roue, alors que Tarquini échoue à se qualifier, se plaignant d'une mauvaise tenue de route. En Espagne, les deux AGS se qualifient pour la course : Tarquini obtient la vingt-deuxième place sur la grille de départ, malgré une intoxication alimentaire, tandis que Dalmas, souffrant d'une angine, est vingt-troisième. En course, l'Italien casse son demi-arbre de roue lors de son tour d'installation et doit prendre le départ avec la voiture-mulet. Une casse moteur le contraint finalement à abandonner au bout de cinq tours, alors que Dalmas termine neuvième et avant-dernier, à un tour d'Alain Prost,.
En marge du Grand Prix du Japon, Cyril de Rouvre discute avec Gérard Larrousse dans l'optique d'une fusion avec son écurie d'ici 1992. Une fois réunies, ces deux écuries pourraient bénéficier d'un budget de 160 millions de francs et s'offrir un moteur compétitif. Cette épreuve ne voit aucune AGS se qualifier pour la course. Enfin, en Australie, Tarquini, élancé de la vingt-sixième place, abandonne sur casse moteur au cinquante-huitième tour, alors que Dalmas échoue à se qualifier, victime de la même défaillance.

### Saison 1991
En 1991, AGS connaît de graves difficultés financières. Le projet de fusion avec l'écurie Larrousse est au point mort et Cyril de Rouvre ne bénéficie que du soutien financier des commanditaires de Gabriele Tarquini et de l'entreprise Faure-Electrolux. L'écurie espérait en outre engager l'Italien Andrea De Cesaris, qui aurait apporté un complément de budget intéressant grâce à Marlboro, mais celui-ci a signé un contrat chez Jordan Grand Prix. Pour le début du championnat, une version B de l'AGS JH25 de la saison précédente est alignée. La seule modification apportée au châssis consiste en la greffe d'une boîte de vitesses transversale. Enfin, Dalmas est remplacé par Stefan Johansson.
Lors de la manche inaugurale, disputée aux États-Unis, AGS ne dispose que de trois exemplaires du moteur Ford-Cosworth préparé par Henri Mader. Le Suédois échoue en qualifications, tandis que son équipier, parti vingt-deuxième, termine huitième, à quatre tours d'Ayrton Senna,. Au Brésil, Tarquini, dont les commanditaires personnels fournissent l'essentiel du budget d'AGS, dénonce l'attentisme de Cyril de Rouvre, qui n'a plus investi un centime dans l'écurie depuis la fin de saison 1990 et souhaite revendre ses parts. L'Italien se qualifie en vingt-quatrième position, mais abandonne dès le premier tour à la suite d'un accident.
En marge du Grand Prix de Saint-Marin, Cyril de Rouvre revend ses parts à Gabriele Rafanelli, patron et Patrizio Cantu, qui officie en qualité de directeur sportif. Michel Costa est remplacé par le Français Christian Vanderpleyn, chargé de concevoir une nouvelle monoplace. En outre, Johansson est remplacé par l'Italien Fabrizio Barbazza. Pour autant, aucune AGS ne se qualifie à Imola. À Monaco, Tarquini se qualifie en vingtième position, mais abandonne à la suite de la rupture de sa boîte de vitesses. Il s'agit de la dernière qualification d'AGS pour un Grand Prix de Formule 1, malgré l'apport d'une évolution des suspensions et d'un moteur Ford-Cosworth plus puissant par le préparateur Henri Mader. À partir du Grand Prix de France, l'AGS JH25B arbore une nouvelle livrée blanche, remplaçant la couleur blanche autrefois utilisée.
La JH25B est remplacée par l'AGS JH27 à partir du Grand Prix d'Italie, d'abord à Tarquini, puis aux deux pilotes de l'écurie à partir du Grand Prix du Portugal.

## Résultats en championnat du monde de Formule 1
| Saison | Écurie     | Moteur               | Pneumatiques | Pilotes           | Courses | Courses | Courses | Courses | Courses | Courses | Courses | Courses | Courses | Courses | Courses | Courses | Courses | Courses | Courses | Courses | Points inscrits | Classement |
| Saison | Écurie     | Moteur               | Pneumatiques | Pilotes           | 1       | 2       | 3       | 4       | 5       | 6       | 7       | 8       | 9       | 10      | 11      | 12      | 13      | 14      | 15      | 16      | Points inscrits | Classement |
| ------ | ---------- | -------------------- | ------------ | ----------------- | ------- | ------- | ------- | ------- | ------- | ------- | ------- | ------- | ------- | ------- | ------- | ------- | ------- | ------- | ------- | ------- | --------------- | ---------- |
| 1990   | AGS Racing | Ford-Cosworth V8 DFR | Goodyear     |                   | USA     | BRÉ     | SMR     | MON     | CAN     | MEX     | FRA     | GBR     | ALL     | HON     | BEL     | ITA     | POR     | ESP     | JAP     | AUS     | 0               | 14e        |
| 1990   | AGS Racing | Ford-Cosworth V8 DFR | Goodyear     | Gabriele Tarquini |         |         | Npq     | Npq     | Npq     | Npq     | Nq      | Abd     | Npq     | 13e     | Nq      | Nq      | Nq      | Abd     | Nq      | Abd     | 0               | 14e        |
| 1990   | AGS Racing | Ford-Cosworth V8 DFR | Goodyear     | Yannick Dalmas    |         |         | Forf    | Npq     | Npq     | Npq     | 17e     | Npq     | Nq      | Nq      | Nq      | Nc      | Abd     | 9e      | Nq      | Nq      | 0               | 14e        |
| 1991   | AGS Racing | Ford-Cosworth V8 DFR | Goodyear     |                   | USA     | BRÉ     | SMR     | MON     | CAN     | MEX     | FRA     | GBR     | ALL     | HON     | BEL     | ITA     | POR     | ESP     | JAP     | AUS     | 0               | 15e        |
| 1991   | AGS Racing | Ford-Cosworth V8 DFR | Goodyear     | Gabriele Tarquini | 8e      | Abd     | Nq      | Abd     | Nq      | Nq      | Nq      | Nq      | Nq      | Npq     | Npq     |         |         |         |         |         | 0               | 15e        |
| 1991   | AGS Racing | Ford-Cosworth V8 DFR | Goodyear     | Stefan Johansson  | Nq      | Nq      |         |         |         |         |         |         |         |         |         |         |         |         |         |         | 0               | 15e        |
| 1991   | AGS Racing | Ford-Cosworth V8 DFR | Goodyear     | Fabrizio Barbazza |         |         | Nq      | Nq      | Nq      | Nq      | Nq      | Nq      | Npq     | Npq     | Npq     | Npq     |         |         |         |         | 0               | 15e        |

Légende : ici 